# Глашатай (село)
Глашатай е село в Североизточна България. То се намира в община Антоново, област Търговище. 

## География
Село Глашатай се намира в планински район.

## История
1. ↑  www.grao.bg